# Генрих XIII (принц Рейсс)
Генрих XIII, принц Рейсс (нем. Heinrich XIII. Prinz Reuß; род. 4 декабря 1951 года в Бюдингене) — немецкий предприниматель в сфере недвижимости и член дома Рейсс. Инженер по образованию, живёт во Франкфурте-на-Майне и является владельцем охотничьего домика Вайдманншайль недалеко от Бад-Лобенштайна. Будучи приверженцем движения рейхсбюргеров, в 2022 году был арестован по обвинению в заговоре с целью захвата власти.

## Семья
Генрих XIII Принц Рейсс — сын принца Генриха I (Гарри) Рейсса и Войцлавы-Феодоры, герцогини Мекленбургской. Большой порядковый номер в его имени является результатом семейной традиции давать всем потомкам мужского пола имя Генрих.

## Иски о реституции
В течение многих лет Генрих XIII выступал за восстановление семейного склепа с саркофагами, который когда-то находился в церкви Святого Иоанна, сгоревшей в 1780 году. В то же время[когда?] на историческом месте был запланирован информационный центр. В 1998 году Генрих XIII предпринял попытку вернуть в частную собственность бывшие владения своей семьи, такие как Рейсский театр Гера.

## Движение рейхсбюргеров
В январе 2019 года Генрих XIII выступил с программной речью на Worldwebforum в Цюрихе, обвинив семью Ротшильдов и масонов в финансировании войн и революций с целью ликвидации монархий. С тех пор он стал популярной фигурой в движении рейхсбюргеров, которые отрицают законность существования ФРГ. По словам Кристиана Фукса, Астрид Гейслер, Хольгера Старка и Мартина Штайнхагена (Zeit Online), речи, которые он произносил во время публичных выступлений, перемежались «антисемитскими, антидемократическими и конспирологическими заявлениями».
Весной 2021 года у него были плакаты с гербом Дома Рейссов в Бад-Лобенштайне, призывающие так называемую «Государственную избирательную комиссию Рейсса» открыть избирательные списки для «фервезера» (уполномоченного представителя Дома Рейссов).
Летом 2022 года его пригласил на прием тогдашний мэр Бад-Лобенштайна Томас Вайгельт. В этом случае репортёр Ostthüringer Zeitung подвергся физическому нападению со стороны Вайгельта. В конце августа 2022 года глава Дома Рейссов Генрих XIV дистанцировался от своего родственника, близкого к движению рейхсбюргеров, поскольку тот уже 14 лет назад отвернулся от Дома Рейссов и был склонен к «заблуждениям теории заговора».
Генрих XIII был арестован во время рейда утром 7 декабря 2022 года вместе с ещё 24 людьми. Весной 2022 года о нём стало известно Гессенскому государственному управлению по защите конституции. Генеральный прокурор при Верховном суде Германии считает его центральной фигурой в группе, которая, как утверждается, планировала государственный переворот. По этому плану в случае успеха планировалось назначить Генриха XIII регентом. Группа детально планировала штурм Рейхстага и нарушение энергоснабжения госучреждений. По данным Федеральной прокуратуры, уже был сформирован теневой кабинет, в который вошла судья и политик Биргит Мальзак-Винкеман в качестве министра юстиции. Помимо его квартиры во франкфуртском Вестенде, спецназ также обыскивал замок Вайдманншайль. Его партнерша, также арестованная и являющаяся гражданкой России, подозревается в том, что связала его с посольством Российской Федерации.